# Jukola

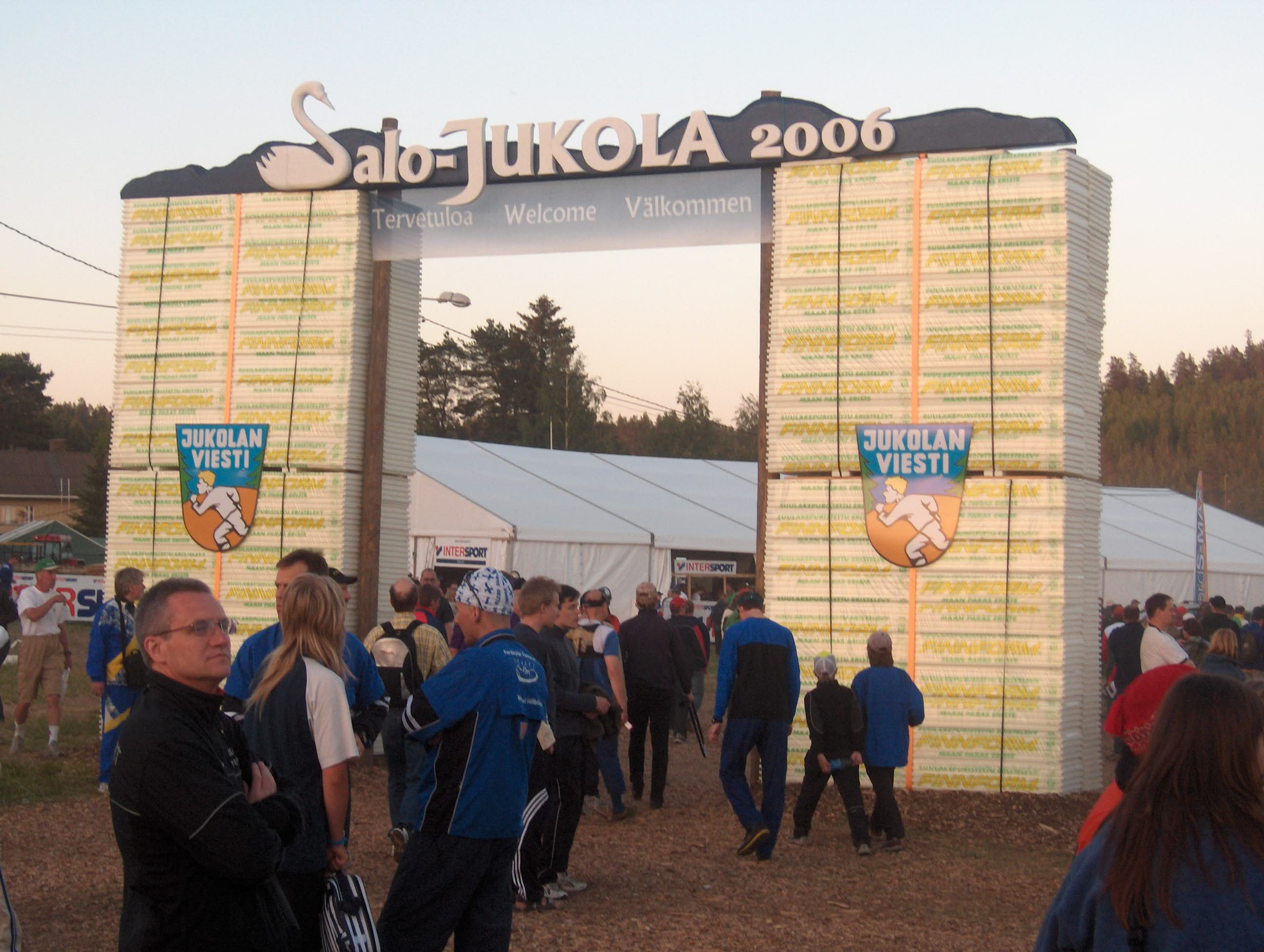
Eingang Salo-Jukola

Die Jukola ist ein internationaler Orientierungslauf-Staffelbewerb in Finnland. Der Wettkampf findet jedes Jahr am dritten Samstag im Juni statt und ist einer der größten Orientierungslaufwettkämpfe der Welt, der jedes Jahr über 11.000 Teilnehmer anzieht.

## Beschreibung
Der Wettkampf besteht aus zwei Staffeln: aus der eigentlichen „Jukola“ (sieben Strecken – für Männer) und der „Venla“ (vier Strecken – für Frauen).
Die Jukola ist ein qualitativ hochstehender Wettkampf, an dem jedes Jahr die besten Orientierungsläufer der Welt teilnehmen. Die meisten Teams starten jedoch unter dem olympischen Motto „Dabei sein ist alles!“.
Der Anteil reiner Klubteams beträgt rund 80 %. Von den übrigen sind die meisten Firmenteams, oft aber auch Familienteams oder offene Staffeln mit Läufern aus mehreren Vereinen, deren gemeinsames Ziel es ist, an dieser Staffel teilzunehmen.
In der Regel verbringen 30.000 bis 40.000 Personen die Nacht im Wettkampfzentrum, zusammen mit den Teilnehmern auch Betreuer, Familienmitglieder und Zuschauer.
Die sieben Strecken der Männerstaffel variieren zwischen 7 und 15 km. Der Start erfolgt am Samstagabend gegen 23 Uhr. Die Läufer der ersten bis dritten Strecke tragen eine Stirnlampe, je nach der geographischen Lage der Austragungsregion und den meteorologischen Verhältnissen. Das Siegerteam überquert die Ziellinie am Sonntagmorgen zwischen 6 und 7 Uhr, aber auch bei Zielschluss um 14 Uhr treffen noch vereinzelte Teams im Ziel ein.
Die Damenstaffel startet bereits am Samstagnachmittag gegen 15 Uhr. Die besten Teams benötigen etwa drei Stunden für die vier Strecken mit einer Länge von 5 bis 8 km.
Die Jukola wird normalerweise von einem bis drei Klubs organisiert. Diese werden dreieinhalb Jahre vor dem Wettkampf aus bis zu sechs Kandidaten ausgewählt. Das Organisationskomitee besteht aus zehn bis zwanzig Personen und arbeitet während der ganzen Zeit auf den Wettkampf hin, wo zwischen 1200 und 1500 Funktionäre auf dem Platz stehen.
Normalerweise sind eine bis drei Personen in einem Teilzeitverhältnis angestellt. Die meisten jedoch arbeiten ehrenamtlich, seien es Mitglieder der organisierenden Klubs oder andere vom Flair dieses Wettkampfs faszinierte Personen. Es war nie schwierig, Helfer zu finden: Für jede Jukola werden 12.000 bis 15.000 Arbeitstage ehrenamtlich geleistet.
Zusätzlich zu Start und Ziel müssen im Wettkampfzentrum diverse andere Anlagen errichtet werden, um einen reibungslosen Ablauf der Veranstaltung zu gewährleisten: Toiletten, Duschen, Sauna, Restaurants, Sekretariat, Medienbüro, Gästezelt. Dazu kommen Einrichtungen für Elektrizität, Kommunikation, Wasser und Abwasser.
Die Organisatoren der Jukola und die Waldbesitzer, Jäger und Ökologen setzen sich seit Jahren zusammen und treffen Maßnahmen, um die Auswirkungen der Jukola auf die Natur zu minimieren, z. B. durch geschickte Wahl des Wettkampfzentrums, zweckmäßige Signalisation, Schutzzonen und rücksichtsvolle Bahnlegung.
Eine umfassende Studie, welche 1995 bis 1999 durchgeführt wurde, zeigt, dass die wenigen Spuren, welche der Wettkampf im Gelände hinterlässt, mehrheitlich innerhalb kürzester Zeit wieder verschwinden.

## Geschichte
Der Name „Jukola“ geht auf Aleksis Kivi, den finnischen Nationalschriftsteller aus dem 19. Jahrhundert, und sein Epos Die sieben Brüder zurück. Der nationale Charakter dieses Werks brachte die Initiatoren der Staffel auf die Idee. Der Name Venla stammt ebenfalls aus Kivis Roman. Venla war das angebetete Mädchen der Sieben Brüder. Das Jukola-Logo wurde vom Künstler Totti Noisniemi entworfen.
Die Jukola wurde durch die Vereinigung der „Kaukametsäläiset“ gegründet, was so viel wie „Hinterwäldler“ bedeutet. Die Kaukametsäläiset besitzen die Rechte an der Jukola.
Der Steuerungsausschuss besteht aus je einem Repräsentanten der Kaukametsäläiset, des finnischen OL-Verbandes, des Hauptsponsors, der finnischen Armee (der Tageszeitung „Helsingin Sanomat“ – 2004). Er vergibt das Recht zur Austragung der Jukola und lenkt, unterstützt und überwacht die lokalen Organisatoren.
Die erste Jukola fand 1949 statt, damals waren 41 reine Männerteams am Start. Seither wird sie jährlich, in verschiedenen Regionen Finnlands durchgeführt. Für die jeweilige Region bzw. dem dort ansässigen Verein ist es eine Ehre diesen Staffelbewerb durchzuführen. Die Zusammenarbeit und die Weitergabe von Informationen und Erfahrungen unter den Veranstaltern hat eine lange Tradition. Ab 1951 wurde für Frauen ein Einzelwettkampf durchgeführt und seit 1978 gibt es die Venla.
Die Teilnehmerzahlen steigen momentan stetig an und erreichten in den letzten Jahren 1350 Teams bei der Jukola und 850 bei der Venla. Der Anteil ausländischer Teams liegt bei ca. 20 % und setzt sich aus rund 20 Nationalitäten zusammen.

## Siegerliste Jukola
| Jahr | Austragungsort    | Mannschaft                   | Läufer | Siegerzeit |  |
| ---- | ----------------- | ---------------------------- | --- | ---------- |  |
| 1949 | Helsinki-Umgebung | Helsingin Suunnistajat       | Erkki Seväkivi, Erkki Kupiainen, Arvid Kokko, Runo Harmo, Erkki Aro, Aarne Salminen, Eino Huuhka | 11:56:39 h |  |
| 1950 | Nurmijärvi        | Helsingin Suunnistajat       | Veijo Salonen, Tapio Haarma, Aarne Salminen, Runo Harmo, Juhani Salmenkylä, Erkki Aro, Eino Huuhka | 11:59:08 h |  |
| 1951 | Hollola           | IK Örnen                     | Henry Sell, Karl-Erik Sjödahl, Raymond Sell, Thomas Knichter, Sven-Erik Fagerholm, Birger Malmström, Leo Backman                                                                                                   | 12:54:42 h |  |
| 1952 | Hämeenlinna       | Helsingin Suunnistajat       | Juhani Hämäläinen, Runo Harmo, Olavi Mäenpää, Eino Huuhka, Arvo Ek, Juhani Salmenkylä, Erkki Aro | 12:39:49 h |  |
| 1953 | Valkeala          | Helsingin Suunnistajat       | Matti Salmenkylä, Juhani Hämäläinen, Einar Virtanen, Olavi Mäenpää, Juhani Salmenkylä, Erkki Aro, Arvo Ek | 12:26:58 h |  |
| 1954 | Lahti             | Hämeenlinnan Suunnistajat    | Eero Majuri, Viljo Talvisilta, Emil Lemmetty, S. Lehtinen, A. Laine, Eino Hakala, Esa Ravea | 12:11:07 h |  |
| 1955 | Kangasala         | Asikkalan Raikas             | Martti Tuomaila, Aulis Kivistö, Soini Jussila, Esko Nurminen, Esko Vainio, Seppo Peltonen, Mikko Salokannel | 10:12:26 h |  |
| 1956 | Riihimäki         | Helsingin Suunnistajat       | Seppo Hakoniemi, Arvo Ek, Olavi Mäenpää, Erkki Kupiainen, Teppo Laurikainen, Erkki Aro, Juhani Salmenkylä | 13:09:12 h |  |
| 1957 | Virolahti         | Helsingin Suunnistajat       | Matti Niemi, Olavi Mäenpää, Teppo Laurikainen, Erkki Kupiainen, Erkki Aro, Seppo Hakoniemi, Juhani Salmenkylä | 11:58:12 h |  |
| 1958 | Karkkila          | XYZ                          | Seppo Hakoniemi, Yrjö Teeriaho, Aimo Niemelä, Matti Varuskivi, Hannu Virolainen, Tapani Luonteri, Osmo Niemelä | 11:02:05 h |  |
| 1959 | Vammala           | Asikkalan Raikas             | Esko Riukka, Esko Vainio, Soini Jussila, Heino Avikainen, Mikko Salokannel, Jouko Tommola, Aulis Kivistö | 10:22:11 h |  |
| 1960 | Kouvola           | Helsingin Suunnistajat       | Matti Niemi, Matti Salmenkylä, Ilmo Hakkarainen, Erkki Aro, Teppo Laurikainen, Martti Mattila, Juhani Salmenkylä                                                                                                   | 10:00:23 h |  |
| 1961 | Tammela           | Tampereen Pyrintö            | Rauno Hakala, Esko Kuusniemi, Matti Järvinen, Veli Kotkaslahti, Hannu Virtanen, Raimo Vehviläinen, Jorma Syrjänen                                                                                                  | 10:42:28 h |  |
| 1962 | Orimattila        | Tampereen Pyrintö            | Rauno Hakala, Esko Kuusniemi, Veli Kotkaslahti, Matti Järvinen, Raimo Vehviläinen, Hannu Virtanen, Jorma Syrjänen                                                                                                  | 11:16:15 h |  |
| 1963 | Kiikala           | Tampereen Pyrintö            | Rauno Hakala, Esko Kuusniemi, Kalevi Tarvainen, Jorma Syrjänen, Veli Kotkaslahti, Raimo Vehviläinen, Hannu Virtanen                                                                                                | 12:47:16 h |  |
| 1964 | Joutseno          | Tampereen Poliisi-Urheilijat | Eero Pekarila, Voitto Harjula, Ari Rantala, Kalevi Laurila, Harri Rantala, Mauri Rantala, Matti Rantala | 9:58:53 h  |  |
| 1965 | Petäjävesi        | IFK Hedemora                 | Ingemar Johansson, Olle Johansson, Bengt Gustafsson, Kalle Johansson, Bengt Sjögren, Sven Gustafsson, Bertil Norman                                                                                                | 9:18:32 h  |  |
| 1966 | Padasjoki         | Tampereen Kilpa-Veljet       | Esko Rantanen, Pertti Heikkonen, Tarmo Vilen, Into Sandström, Taisto Moilanen, Reijo Kujansuu, Pauli Reunamäki | 12:46:36 h |  |
| 1967 | Halikko           | Asikkalan Raikas             | Terho Ala-Heikkilä, Tapani Rautavuo, Esko Vainio, Veijo Tahvanainen, Pentti Rautavuo, Aulis Kivistö, Heino Avikainen                                                                                               | 10:00:57 h |  |
| 1968 | Mäntsälä          | Asikkalan Raikas             | Terho Ala-Heikkilä, Tapani Rautavuo, Paavo Rautavuo, Heino Avikainen, Pentti Rautavuo, Aulis Kivistö, Veijo Tahvanainen                                                                                            | 10:26:30 h |  |
| 1969 | Vammala           | Liedon Parma                 | Jukka Siivonen, Reijo Lehkonen, Raimo Jalonen, Timo Grönroos, Tapio Torpo, Timo Peltola, Tuomo Peltola | 10:16:09 h |  |
| 1970 | Riihimäki         | Helsingin Suunnistajat       | Rolf Hirn, Vesa Turku, Martti Mattila, Jorma Salminen, Seppo Korhonen, Juhani Salmenkylä, Markku Salminen | 10:05:28 h |  |
| 1971 | Vehkalahti        | IK Örnen                     | Harry Eklund, Kåre Lagerbohm, Arno Sell, Gus Gustavsen, Armo Pasonen, Kai Lillandt, Rolf Koskinen | 10:06:14 h |  |
| 1972 | Paimio            | Liedon Parma                 | Reijo Lehkonen, Raimo Jalonen, Timo Grönroos, Tapio Torpo, Timo Peltola, Veikko Kiili, Tuomo Peltola | 9:09:48 h  |  |
| 1973 | Hämeenlinna       | Angelniemen Ankkuri          | Mikko Mannonen, Harri Laine, Heikki Paganus, Olli Knaapi, Jussi Salusvuori, Matti Mäkinen, Seppo Väli-Klemelä | 10:09:44 h |  |
| 1974 | Puumala           | Liedon Parma                 | Raimo Jalonen, Tarmo Mäkeläinen, Reijo Lehkonen, Timo Grönroos, Timo Peltola, Veikko Kiili, Tuomo Peltola | 8:12:09 h  |  |
| 1975 | Kankaanpää        | Alavuden Urheilijat          | Jukka Taimisto, Matti Hautala, Juhani Pikkarainen, Taisto Järvinen, Matti Taimisto, Jarmo Rönnqvist, Hannu Mäkirinta                                                                                               | 8:17:47 h  |  |
| 1976 | Ekenäs            | Gustavsbergs IF              | Tomas Wester, L.-G. Fransson, Magnus Haraldsson, Tomas Johansson, Leif Strandberg, Göran Andersson, Björn Nordin                                                                                                   | 8:50:06 h  |  |
| 1977 | Ruokolahti        | Tampereen Yritys             | Jukka Jokela, Pekka Nyman, Tapani Huhta, Jouko Mäki, Ari Anjala, Erkki Ylikoski, Kimmo Rauhamäki | 8:18:25 h  |  |
| 1978 | Kuorevesi         | Järvenpään Palo              | Unto Kervinen, Jouko Torvikoski, Veijo Parviainen, Hannu Kurppa, Kimmo Juvonen, Pentti Jauhiainen, Markku Salminen                                                                                                 | 8:44:01 h  |  |
| 1979 | Lapua             | Lyn Oslo                     | Jon Kaarby, Arvid Röed, Eirik Ulseth, Jan Vidar Nielsen, Ivar Formo, Svein Jacobsen, Viggo Åberg | 8:15:07 h  |  |
| 1980 | Rovaniemi         | OK Ravinen                   | Lars Forsberg, Stefan Olsson, Tore Tjernlund, Claes Gustavsson, Arne Nåbo, Olle Nåbo, Lars Lönnkvist | 7:27:59 h  |  |
| 1981 | Hyvinkää          | Almby IK                     | Hans Stridh, Stefan Branth, Leif Olsson, Kalle Fegerfelt, Björn Stenberg, Jörgen Mårtensson, Kjell Lauri | 10:26:33 h |  |
| 1982 | Liperi            | OK Ravinen                   | Stefan Olsson, Arne Nåbo, Tore Tjernlund, Lars Forsberg, Björn Rosendahl, Olle Nåbo, Lars Lönnkvist | 8:52:16 h  |  |
| 1983 | Valkeala          | Vehkalahden Veikot           | Pekka Fincke, Markku Joensuu, Jari Tepponen, Vesa Tervo, Pekka Jokimies, Hannu Lehtikangas, Timo Harju | 8:11:04 h  |  |
| 1984 | Heinola           | Almby IK                     | Jan Granstedt, Roger Lönn, Stefan Branth, Björn Stenberg, Kjell Lauri, Bengt Levin, Jörgen Mårtensson | 9:10:40 h  |  |
| 1985 | Laitila           | Almby IK                     | Jan Granstedt, Roger Lönn, Stefan Brant, Ulf Larsson, Björn Stenberg, Kjell Lauri, Jörgen Mårtensson | 8:41:37 h  |  |
| 1986 | Tampere           | IFK Södertälje               | Anders Lillstrand, Anders Friberg, Kjell Nilsson, Mikael Wehlin, Mats Hellstadius, Atle Hansen, Björn Stenberg |            |  |
| 1987 | Hollola           | Hiidenkiertäjät              | Arvo Paulin, Juha Tikkala, Jari Tepponen, Jouni Herva, Petri Forsman, Juha Liukkonen, Kari Sallinen | 7:57:28 h  |  |
| 1988 | Pudasjärvi        | Bækkelagets SK               | Lars Drage, Yngvar Christiansen, Egil Johansen, Trond Rönneberg, Jan Sverre Edström, Petter Thoresen, Øyvin Thon                                                                                                   | 8:44:40 h  |  |
| 1989 | Joutseno          | NTHI                         | Bo Engdahl, Måns Davidson, Atle Dengerud, Jo Wiklund, Björn Haavengen, Kjetil Björlo, Håvard Tveite | 8:59:38 h  |  |
| 1990 | Juva              | NTHI                         | Björn T. Krogh, Øystein Holo, Atle Dengerud, Jo Wicklund, Carl Henrik Bjørseth, Björn Haavengen, Håvard Tveite | 8:38:27 h  |  |
| 1991 | Vimpeli           | IFK Södertälje               | Gunnar Eriksson, Pontus Jonsson, Kari Enckell, Allan Mogensen, Petri Forsman, Mikael Wehlin, Melker Karlsson | 7:17:52 h  |  |
| 1992 | Virolahti         | IK Hakarpspojkarna           | Andreas Rangert, Bo Granstedt, Fridolf Eskilsson, Lennart Söderberg, Mats Granstedt, Lars Nordgren, Johan Ivarsson                                                                                                 | 8:04:21 h  |  |
| 1993 | Paimio            | Halden SK                    | Lars Johansen, Jon Steinar Mjölneröd, Torgeir Snilsberg, Helmer Vestlund, Per Olaussen, Øystein Holo, Petter Thoresen                                                                                              | 7:55:42 h  |  |
| 1994 | Pelkosenniemi     | Turun Suunnistajat           | Jyrki Nieminen, Jouni Hannula, Rasmus Ödum, Tommi Tölkkö, Jukka Nikulainen, Petri Forsman, Janne Salmi | 7:04:56 h  |  |
| 1995 | Sipoo             | NTHI                         | Lassi Virtanen, Björnar Lynum, Christian Vogelsang, Harald Bakke, Tore Sandvik, Carl Henrik Bjørseth, Bjørnar Valstad                                                                                              | 8:56:54 h  |  |
| 1996 | Rautavaara        | Turun Suunnistajat           | Jyrki Eskola, Jani Laine, Jyrki Nieminen, Lassi Virtanen, Ville Repo, Tommi Tölkkö, Janne Salmi | 7:49:37 h  |  |
| 1997 | Jyväskylä         | Halden SK                    | Dickie Jones, Torgeir Snilsberg, Joacim Carlsson, Anders Bjørnsgaard, Chris Terkelsen, Bernt Bjørnsgaard, Petter Thoresen                                                                                          | 8:04:46 h  |  |
| 1998 | Siuntio           | Halden SK                    | Joacim Carlsson, Thormod Berg, Tore Sandvik, Bernt Bjørnsgaard, Chris Terkelsen, Kjetil Björlo, Petter Thoresen | 8:09:36 h  |  |
| 1999 | Eurajoki          | Bækkelagets SK               | Alain Berger, Jostein Moe, Johan Ivarsson, Bo Engdahl, Jørgen Rostrup, Holger Hott Johansen, Bjørnar Valstad | 7:40:10 h  |  |
| 2000 | Liperi            | Halden SK                    | Björn Eriksen, Kjetil Björlo, Øystein Kristiansen, Chris Terkelsen, Bernt Bjørnsgaard, Jarkko Huovila, Tore Sandvik                                                                                                | 8:21:11 h  |  |
| 2001 | Jurva             | Turun Suunnistajat           | Jaromir Svihovsky, Jani Laine, Troy de Haas, Ville Repo, Matthias Niggli, Jørgen Rostrup, Janne Salmi | 7:28:12 h  |  |
| 2002 | Asikkala          | Bækkelagets SK               | Ulf Brenna, Johan Ivarsson, Hans-Olof Amblie, Jörn Sundby, Bjørnar Valstad, Thormod Berg, Bernt Bjørnsgaard | 7:47:37 h  |  |
| 2003 | Sulkava           | Halden SK                    | Joacim Carlsson, Emil Wingstedt, Øystein Kristiansen, Petter Thoresen, Tore Sandvik, Jarkko Huovila, Mats Haldin                                                                                                   | 7:35:48 h  |  |
| 2004 | Jämijärvi         | Kalevan Rasti                | Mikael Boström, Samuli Launiainen, Tommi Tölkkö, Harri Romppanen, Antti Harju, Simo Martomaa, Thierry Gueorgiou | 6:51:10 h  |  |
| 2005 | Anjalankoski      | Kalevan Rasti                | Harri Romppanen, Mikael Boström, Tommi Tölkkö, Hannu Airila, Antti Harju, Simo Martomaa, Thierry Gueorgiou | 7:41:17 h  |  |
| 2006 | Salo              | Vehkalahden Veikot           | Jonne Lehto, Tuomas Mattila, Jarkko Liuha, Janne Weckman, Baptiste Rollier, Simo-Pekka Fincke, Tero Föhr | 8:18:06 h  |  |
| 2007 | Lapua             | Kalevan Rasti                | Philippe Adamski, Samuli Launiainen, Tommi Tölkkö, Hannu Airila, Miika Hernelahti, Simo Martomaa, Thierry Gueorgiou                                                                                                | 7:44:16 h  |  |
| 2008 | Tampere           | Delta                        | Panu Piiparinen, Janne Heikka, Leonid Nowikow, Petri Noponen, Oskari Liukkonen, Olle Kärner, Walentin Nowikow | 8:18:04 h  |  |
| 2009 | Mikkeli           | Kristiansand OK              | Jon Duncan, Nilsen Audun Bjerkreim, Baptiste Rollier, Jostein Andersen, Damien Renard, Holger Hott, Daniel Hubmann                                                                                                 | 8:02:43 h  |  |
| 2010 | Hyvinkää          | Halden SK                    | Kiril Nikolow, Erik Axelsson, Anders Nordberg, Mattias Karlsson, Mats Haldin, Emil Wingstedt, Olav Lundanes | 8:32:41 h  |  |
| 2011 | Virolahti         | Halden SK                    | Søren Bobach, Jon Pedersen, Erik Axelsson, Marius Bjugan, Mats Haldin, Emil Wingstedt, Olav Lundanes | 7:37:27 h  |  |
| 2012 | Vantaa            | Kalevan Rasti                | Kiril Nikolow, Jarkko Huovila, Simo-Pekka Fincke, Hannu Airila, Jere Pajunen, Philippe Adamski, Fabian Hertner | 7:56:02 h  |  |
| 2013 | Jämsä             | Kalevan Rasti                | Jere Pajunen, Simo-Pekka Fincke, Philippe Adamski, Hannu Airila, Jan Procházka, Fabian Hertner, Thierry Gueorgiou                                                                                                  | 7:27:58 h  |  |
| 2014 | Kuopio            | Kalevan Rasti                | Jere Pajunen, Philippe Adamski, Aaro Asikainen, Hannu Airila, Simo-Pekka Fincke, Fabian Hertner, Thierry Gueorgiou                                                                                                 | 7:59:01 h  |  |
| 2015 | Paimio            | Kristiansand OK              | Milos Nykodym, Vegan Danielsel, Baptiste Rollier, Mats Dahlen, Damien Renard, Martin Hubmann, Daniel Hubmann | 8:07:27 h  |  |
| 2016 | Lapee             | Koovee                       | Topi Anjala, Lauri Sild, Timo Sild, Jani Myllärinen, Jani Lakanen, Olexandr Kratov, Daniel Hubmann | 8:03:46 h  |  |
| 2017 | Joensuu           | IFK Göteborg                 | Max Peter Bejmer, Jan Högstrand, Vetle Ruud Bråten, Jonas Pilblad, Frederik Edn, Frederik Bakkman, Estil Kinneberg                                                                                                 | 7:31:45 h  |  |
| 2018 | Lahti             | Koovee                       | Joni Hirvikallio, Topi Anjala, Lauri Sild, Timo Sild, Kenny Kivikas, Olexandr Kratov, Daniel Hubmann | 8:03:46 h  |  |
| 2019 | Kangasala         | Stora Tuna OK                | Jesper Svensk, Olle Kalered Joakim Svensk, Anton Sjökvist, Henrik Johannesson, Viktor Svensk, Emil Svensk | 7:14:39 h  |  |
| 2021 | Napapiiri         | Stora Tuna OK                | Jesper Svensk, Jesper Svensk, Olle Kalered Joakim Svensk, Anton Sjökvist, Henrik Johannesson, Viktor Svensk, Emil SvenskOlle Kalered Joakim Svensk, Anton Sjökvist, Henrik Johannesson, Viktor Svensk, Emil Svensk | 8:02:32 h  |  |
| 2022 | Lukkari           | Stora Tuna OK                | Jesper Svensk, Henrik Johannesson, Olle Kalered Joakim Svensk, Anton Sjökvist, Viktor Svensk, Emil Svensk | 7:56:08 h  |  |
| 2023 | Porvoo            | Stora Tuna OK                | Olle Kalered, Joakim Svensk, Jesper Svensk, Anton Sjökvist, Henrik Johannesson, Viktor Svensk, Emil Svensk | 8:21:23 h  |  |
| 2024 | Lakia             | Stora Tuna OK                | Olle Kalered Joakim Svensk, Jesper Svensk Ville Johansson, Henrik Johannesson, Viktor Svensk, Emil Svensk | 7:58:21 h  |  |

### Erfolgreichste Vereine
| Verein                       | Siege |                                                |
| ---------------------------- | ----- | ---------------------------------------------- |
| Helsingin Suunnistajat       | 8     | 1949, 1950, 1952, 1953, 1956, 1957, 1960, 1970 |
| Halden SK                    | 7     | 1993, 1997, 1998, 2000, 2003, 2010, 2011       |
| Kalevan Rasti                | 6     | 2004, 2005, 2007, 2012, 2013, 2014             |
| Asikkalan Raikas             | 4     | 1955, 1959, 1967, 1968                         |
| Tampereen Pyrintö            | 3     | 1961, 1962, 1963                               |
| Liedon Parma                 | 3     | 1969, 1972, 1974                               |
| Almby IK                     | 3     | 1981, 1984, 1985                               |
| Bækkelagets SK               | 3     | 1988, 1999, 2002                               |
| NTHI                         | 3     | 1989, 1990, 1995                               |
| Turun Suunnistajat           | 3     | 1994, 1996, 2001                               |
| IK Örnen                     | 2     | 1951, 1971                                     |
| OK Ravinen                   | 2     | 1980, 1982                                     |
| Vehkalahden Veikot           | 2     | 1983, 2006                                     |
| IFK Södertälje               | 2     | 1986, 1991                                     |
| Hämeenlinnan Suunnistajat    | 1     | 1954                                           |
| XYZ                          | 1     | 1958                                           |
| Tampereen Poliisi-Urheilijat | 1     | 1964                                           |
| IFK Hedemora                 | 1     | 1965                                           |
| Tampereen Kilpa-Veljet       | 1     | 1966                                           |
| Angelniemen Ankkuri          | 1     | 1973                                           |
| Alavuden Urheilijat          | 1     | 1975                                           |
| Gustavsbergs IF              | 1     | 1976                                           |
| Tampereen Yritys             | 1     | 1977                                           |
| Järvenpään Palo              | 1     | 1978                                           |
| Lyn Oslo                     | 1     | 1979                                           |
| Hiidenkiertäjät              | 1     | 1987                                           |
| IK Hakarpspojkarna           | 1     | 1992                                           |
| Delta                        | 1     | 2008                                           |
| Kristiansand OK              | 1     | 2009                                           |

### Statistik
- Meiste Mannschaften am Start: 1685; 2012
- Meiste Mannschaften im Ziel: 1378; 2012
- Meiste Siege: 8 Siege; Helsingin Suunnistajat
- Meiste Siege in Folge: 3 Siege; Tampereen Pyrintö, 1961 bis 1963 und Kalevan Rasti, 2012 bis 2014
- Größter Vorsprung: 2:08:27 h; Helsingin Suunnistajat vor IF Kraft, 1956
- Geringster Vorsprung: 0:01 min; Bækkelagets SK vor Kalevan Rasti, 2002
- Höchste Siegerzeit: 13:09:12 h; Helsingin Suunnistajat, 1956
- Niedrigste Siegerzeit: 6:51:10 h; Kalevan Rasti, 2004

## Siegerliste Venla
| Jahr | Austragungsort | Mannschaft          | Läuferinnen                                                                      | Siegerzeit |
| ---- | -------------- | ------------------- | -------------------------------------------------------------------------------- | ---------- |
| 1978 | Kuorevesi      | Sippurasti          | Hilkka Karjalainen, Helena Kattelus, Mirja Puhakka                               |            |
| 1979 | Lapua          | Kalevan Rasti       | Leena Silvennoinen, Hennariikka Lonka, Annariitta Lonka                          |            |
| 1980 | Rovaniemi      | Hiidenkiertäjät     | Seija-Sinikka Lähteilä, Pirkko Sassi, Helena Mannervesi                          |            |
| 1981 | Hyvinkää       | Bækkelagets SK      | Tine Fjogstad, Toril Hallan, Gabrielle Welle-Strand, Brit Volden                 |            |
| 1982 | Liperi         | Stora Tuna IK       | Anne Bössfall, Karin Gunnarsson, Ylva Grape, Annichen Kringstad                  |            |
| 1983 | Valkeala       | Almby IK            | Ewy Branth, Karin Schagerström, Ingrid Svensson, Karin Rabe                      |            |
| 1984 | Heinola        | Stora Tuna IK       | Anne Bössfall, Ingrid Lentz, Annichen Kringstad, Karin Gunnarsson                |            |
| 1985 | Laitila        | Stora Tuna IK       | Ylva Grape, Karin Gunnarsson, Anne Bössfall, Annichen Kringstad                  |            |
| 1986 | Tampere        | Halden SK           | Anne-Marie Solheim, Anne Line Nydal, Ragnhild Andersen, Jorunn Teigen            |            |
| 1987 | Hollola        | OK Hedströmmen      | Terese Eriksson, Maria Eriksson, Mia Haglund, Kerstin Haglund                    |            |
| 1988 | Pudasjärvi     | Halden SK           | Lena C. Puck, Jorunn Teigen, Anne Line Nydal, Ragnhild B. Andersen               |            |
| 1989 | Joutseno       | Helsingin NMKY      | Annamari Vierikko, Marita Kymäläinen, Ulla Mänttäri, Kirsi Tiira                 |            |
| 1990 | Juva           | Halden SK           | Berit Sofie Grydland, Trine Antonsen, Anne Line Nydal, Ragnhild B. Andersen      |            |
| 1991 | Vimpeli        | IFK Södertälje      | Anita Seger, Elisabeth Drotz, Arja Hannus, Katarina Borg                         |            |
| 1992 | Virolahti      | Kalevan Rasti       | Elina Raijas, Hennariikka Lonka, Heidi Haapasalo, Tarja Silvennoinen             |            |
| 1993 | Paimio         | Rastikarhut         | Tiina Jukkola, Mari Aarikka, Riikka Ankelo, Marja Pyymäki                        |            |
| 1994 | Pelkosenniemi  | Tampereen Pyrintö   | Tiina Juntunen, Henna-Riikka Huhta, Tarja Pyymäki, Annika Viilo                  |            |
| 1995 | Sipoo          | Liedon Parma        | Kylli Kaljus, Outi Sareila, Anniina Paronen, Reeta-Mari Kolkkala                 |            |
| 1996 | Rautavaara     | Bækkelagets SK      | Torunn Fossli Sæthre, Hanne Sandstad, Yvette Hague, Hanne Staff                  |            |
| 1997 | Jyväskylä      | Bækkelagets SK      | Torunn Fossli Sæthre, Yvette Hague, Hanne Staff, Hanne Sandstad                  |            |
| 1998 | Siuntio        | Angelniemen Ankkuri | Monica Boström, Marika Mikkola, Kirsi Tiira, Johanna Asklöf                      |            |
| 1999 | Eurajoki       | Tampereen Pyrintö   | Riina Kuuselo, Satu Vesalainen, Annika Viilo, Liisa Anttila                      |            |
| 2000 | Liperi         | Liedon Parma        | Katja Peltola, Anniina Paronen, Reeta-Mari Kolkkala, Kylli Kaljus                |            |
| 2001 | Jurva          | Liedon Parma        | Katja Peltola, Outi Sareila, Anniina Paronen, Reeta-Mari Kolkkala                |            |
| 2002 | Asikkala       | Turun Suunnistajat  | Bohdana Terova, Vroni König-Salmi, Terhi Holster, Simone Luder                   |            |
| 2003 | Sulkava        | Tampereen Pyrintö   | Satu Vesalainen, Heidi Haapasalo, Maria Rantala, Liisa Anttila                   |            |
| 2004 | Jämijärvi      | Ulricehamns OK      | Stina Grenholm, Martina Fritschy, Jenny Johansson, Simone Niggli-Luder           |            |
| 2005 | Anjalankoski   | Ulricehamns OK      | Alexandra Vejedal, Stina Grenholm, Jenny Johansson, Simone Niggli-Luder          |            |
| 2006 | Salo           | Ulricehamns OK      | Göril Fristad, Martina Fritschy, Jenny Johansson, Simone Niggli                  |            |
| 2007 | Lapua          | Asikkalan Raikas    | Hannele Valkonen, Kirsi Vanhalakka, Sirkka-Liisa Huusari, Minna Kauppi           |            |
| 2008 | Tampere        | Domnarvets GoIF     | Emma Johansson, Karolina Arewång-Höjsgaard, Eva Juřeníková, Dana Brožková        |            |
| 2009 | Mikkeli        | Ulricehamns OK      | Ida Bobach, Maja Alm, Jenny Johansson, Simone Niggli                             |            |
| 2010 | Hyvinkää       | Tampereen Pyrintö   | Venla Niemi, Saila Kinni, Riina Kuuselo, Anni-Maija Fincke                       |            |
| 2011 | Virolahti      | Domnarvets GoIF     | Emma Johansson, Karolina Arewång-Højsgaard, Eva Juřeníková, Lena Eliasson        |            |
| 2012 | Vantaa         | Halden SK           | Vendula Klechová, Ida Marie Næss Bjørgul, Mari Fasting, Anne M. Hausken Nordberg |            |
| 2013 | Jämsä          | OK Pan Århus        | Ida Bobach, Miri Thrane Ødum, Maja Alm, Emma Klingenberg                         |            |
| 2014 | Kuopio         | OK Pan Århus        | Emma Klingenberg, Signe Søes, Maja Alm, Ida Bobach                               | 2:56:41 h  |

### Erfolgreichste Vereine
| Verein              | Siege |                        |
| ------------------- | ----- | ---------------------- |
| Halden SK           | 4     | 1986, 1988, 1990, 2012 |
| Tampereen Pyrintö   | 4     | 1994, 1999, 2003, 2010 |
| Ulricehamns OK      | 4     | 2004, 2005, 2006, 2009 |
| Bækkelagets SK      | 3     | 1981, 1996, 1997       |
| Stora Tuna IK       | 3     | 1982, 1984, 1985       |
| Liedon Parma        | 3     | 1995, 2000, 2001       |
| Kalevan Rasti       | 2     | 1979, 1992             |
| Domnarvets GoIF     | 2     | 2008, 2011             |
| OK Pan Århus        | 2     | 2013, 2014             |
| Sippurasti          | 1     | 1978                   |
| Hiidenkiertäjät     | 1     | 1980                   |
| Almby IK            | 1     | 1983                   |
| OK Hedströmmen      | 1     | 1987                   |
| Helsingin NMKY      | 1     | 1989                   |
| IFK Södertälje      | 1     | 1991                   |
| Rastikarhut         | 1     | 1993                   |
| Angelniemen Ankkuri | 1     | 1998                   |
| Turun Suunnistajat  | 1     | 2002                   |
| Asikkalan Raikas    | 1     | 2007                   |

## Jugend-Jukola („Nuorten Jukola“)
Seit 1986 wird für Jugendliche zwischen 10 und 18 Jahren eine eigene Staffel durchgeführt: die Nuorten Jukola. Diese Staffel findet jedes Jahr im August statt und besteht für Mädchen wie für Jungen aus sieben Teilstrecken.